# Церква Гармо
Церква Гармо (норв. Garmo kirke) — парафіяльна церква Церкви Норвегії в муніципалітеті Лом у графстві Іннландет, Норвегія. Знаходиться в селі Гармо. Це церква парафії Гармо, яка є частиною Норд-Гудбрандсдал прості (деканату) в єпархії Гамар. Біла дерев'яна церква була побудована за проєктом довгої церкви в 1879 році за планами, розробленими архітектором Якобом Вільгельмом Норданом. Церква вміщує близько 150 осіб.

## Історія
Найперші існуючі історичні записи про церкву датуються 1220 роком, але того року церква вже не була новою. Першою церквою в Гармо була дерев'яна церква, яка побудована на початку 11 століття. Перша церква стояла на березі озера Воговатн, у приблизно 700 метрах на північ від нинішнього місця церкви. Ймовірно, у 13 столітті стару церкву було знесено і на тому ж місці збудовано нову дерев'яну церкву. У 1675 році церкву охарактеризували як стару та трухляву, рекомендували нове будівництво, але цього не було здійснено. У 1690 році відкриті зовнішні коридори, які оточували церкву, було зруйновано, церква отримала нову вежу на даху, і її розширили, додавши хрестовини трансепту, що надало церкві хрестоподібну форму.
У 1870-х роках стара церква стала занадто тісною для парафії, тому були розроблені плани будівництва нової церкви. Нову церкву мали побудувати близько у 700 метрах на південь від старої церкви, недалеко від головної дороги через Лом. Архітектором був Якоб Вільгельм Нордан, а головним будівельником був Еліас А. Тоннінг із Стріна. Це була дерев'яна довга церква. Вона була збудована в 1879 році і освячена 12 вересня 1879 року. Згодом стара дерев'яна церква Гармо була розібрана та перевезена до Ліллехаммера, де її перебудували як музей.

## Галерея

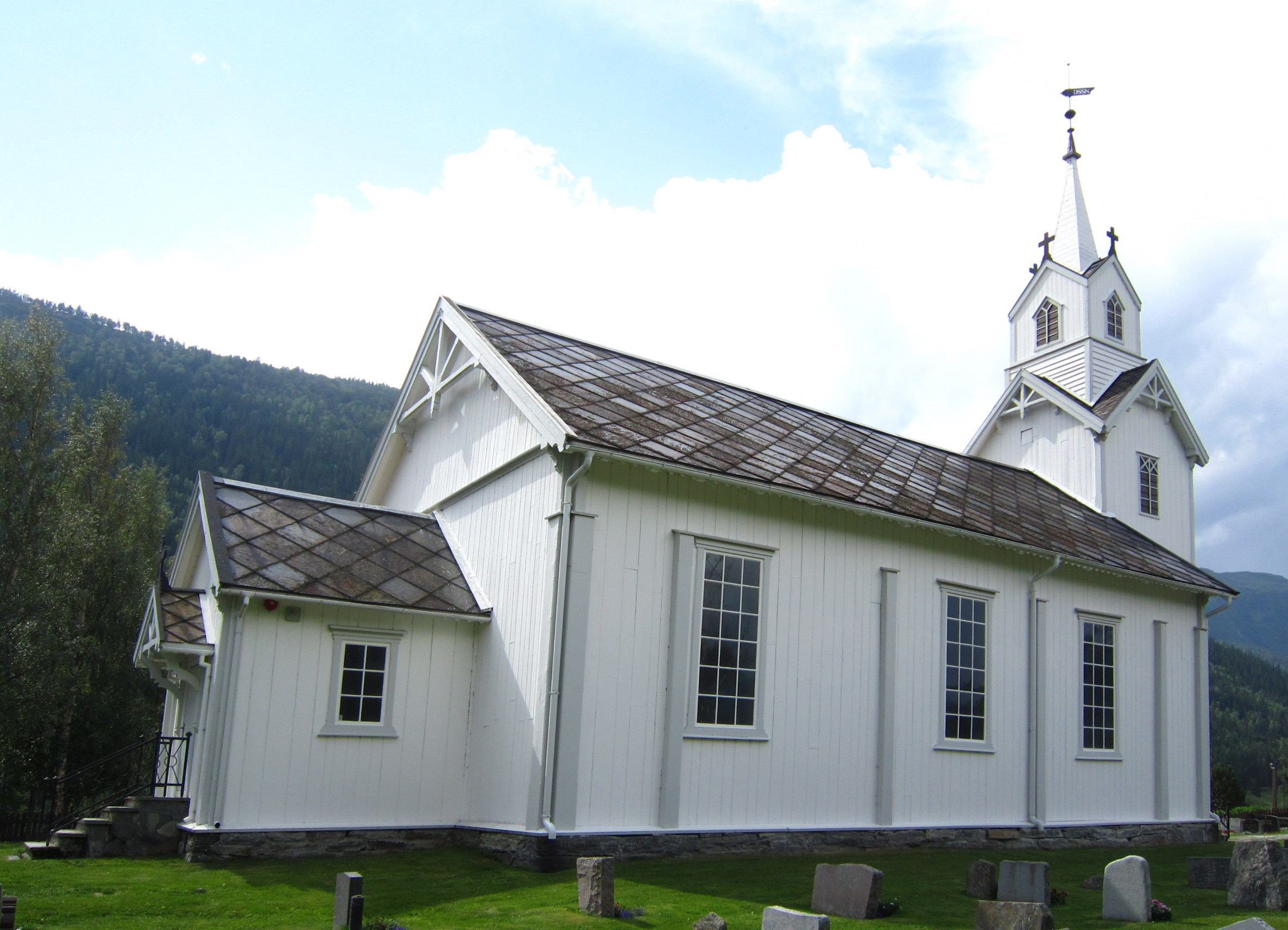
Церква у 2013 році
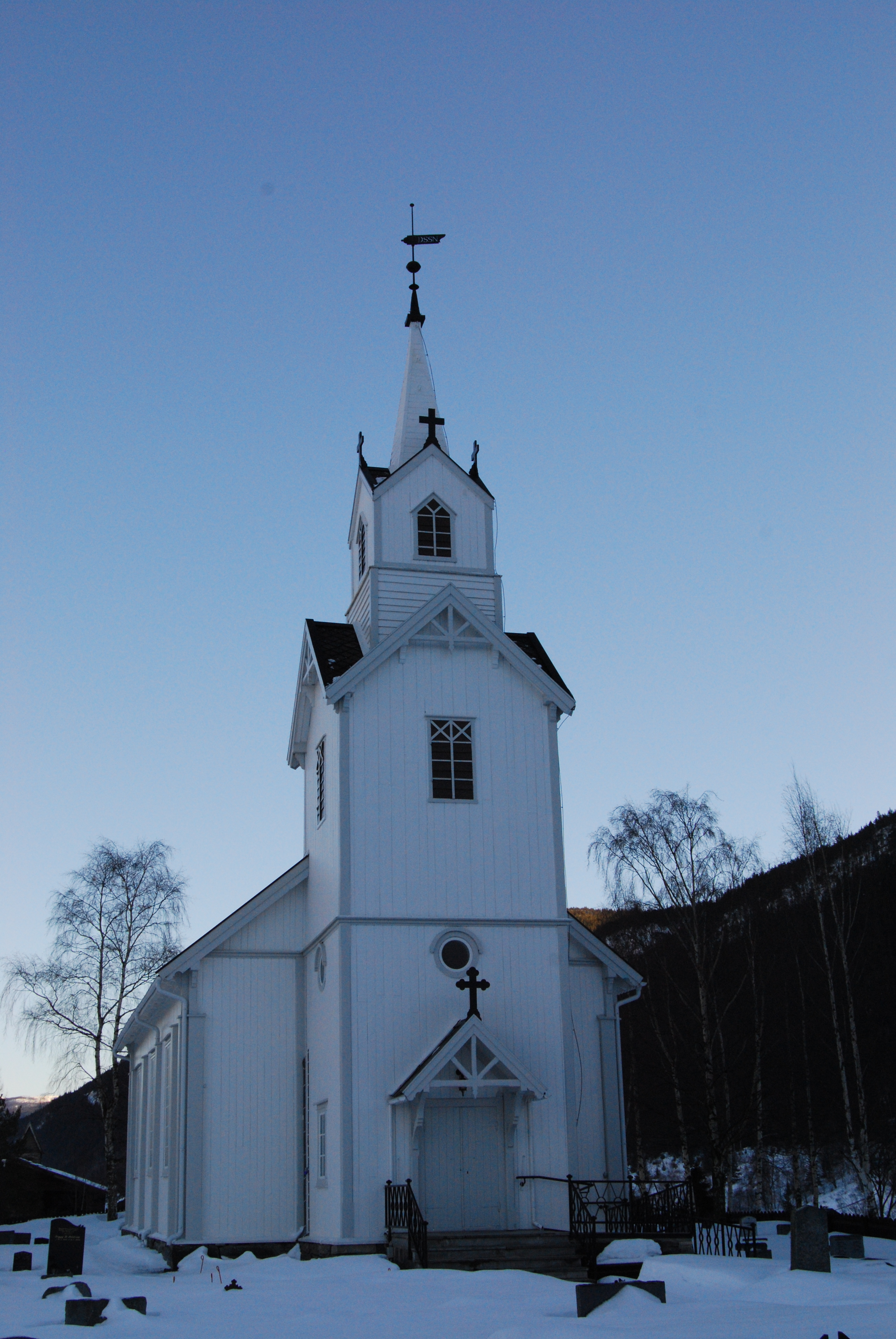
Церква у 2008 році
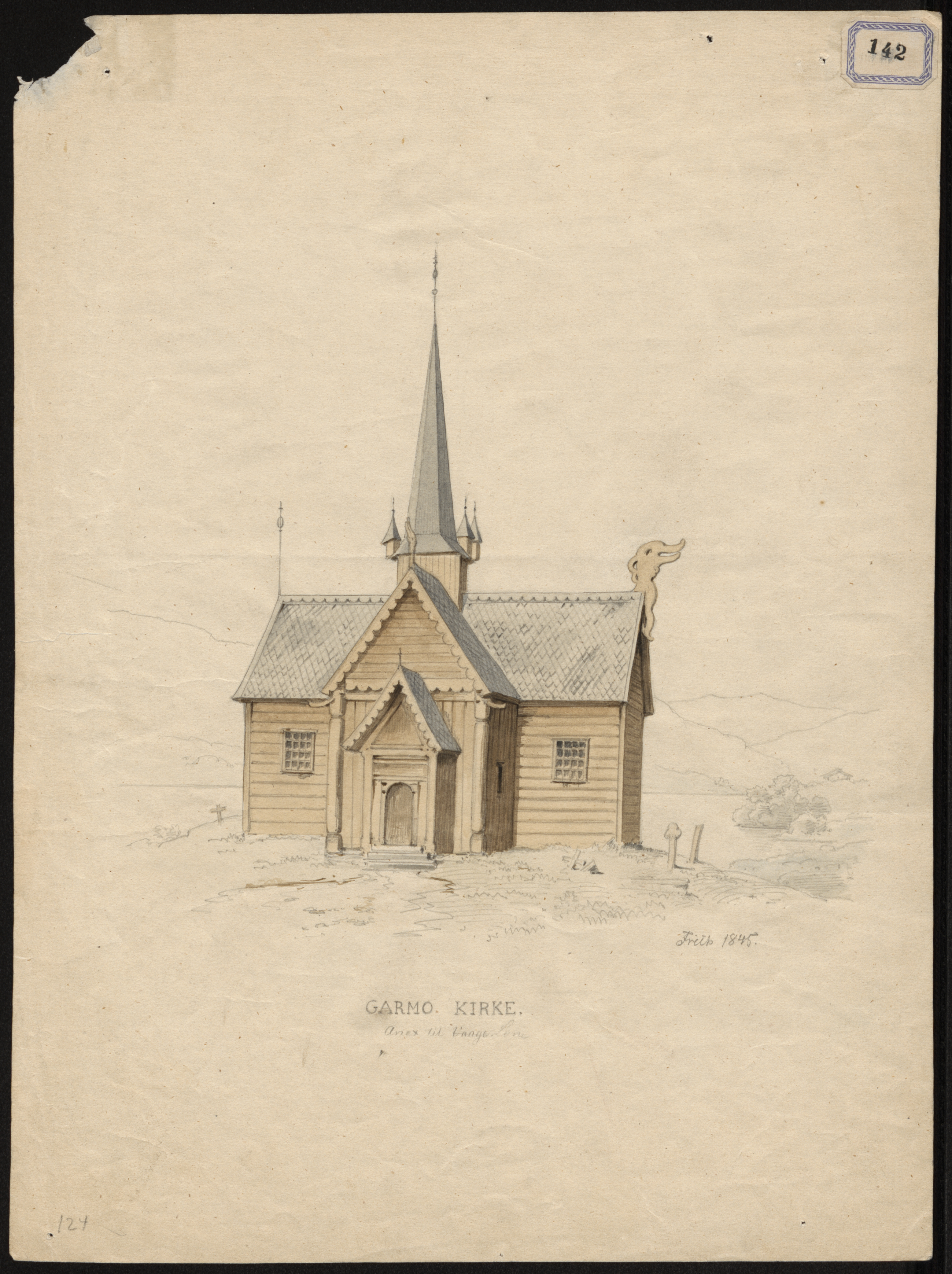
Ескіз церкви Гармо